# 加藤豊
加藤 豊（かとう ゆたか、1948年（昭和23年） - ）は、日本の彫刻家。山形県鶴岡市出身。

## 人物
子供のあどけなさ、女性の優雅さを形にした作品を多く手掛ける。
1978年（昭和53年）二紀会同人となり、1983年（昭和58年）二紀会委員となるが、2001年（平成13年）に二紀会を脱退する。現在、無所属。日本美術家連盟会員である。

## 作品
- 1976年（昭和51年） - 『落ち葉の季節』
- 1982年（昭和57年） - 『夢の中』
- 1985年（昭和60年） - 『REDA AND THE SWAN』
- 1986年（昭和61年） - 『音楽家阿部武雄像』
- 1987年（昭和62年） - 『いたずらっ子』
- 1990年（平成2年） - 『神話レダ』
- 1994年（平成6年） - 『木漏れ陽』
- 1995年（平成7年） - 『時のやすらぎ』
- 1996年（平成8年） - 『女優園井恵子像』
- 1998年（平成10年） - 『堤康次郎翁像』
- 2000年（平成12年） - 『フルートの調べ』
- 2001年（平成13年） - 『慈愛』
- 2005年（平成17年） - 『兎と女の子』
- 2006年（平成18年） - 『太陽』

## 受賞歴
- 1973年（昭和48年） - 第3回日彫展・奨励賞受賞
- 1977年（昭和52年） - 第31回二紀展・奨励賞受賞、二紀選抜展・奨励賞受賞
- 1979年（昭和54年） - 第33回二紀展・同人優秀賞受賞
- 1981年（昭和56年） - 二紀会会員展・準賞受賞
- 1982年（昭和57年） - 第36回二紀展・会員賞受賞
- 1985年（昭和60年） - 第39回二紀展・宮本三郎賞受賞
- 1989年（平成元年） - 第43回二紀展・文部大臣賞受賞

## 展覧会歴
- 1982年（昭和57年） - 山形県某所・青木年広と二人展
- 1987年（昭和62年） - 日本橋三越本店・個展
- 1989年（平成元年）[元号要検証] - 日本橋三越本店・個展、大阪心斎橋大丸・個展
- 1993年（平成5年） - 銀座ギャラリーせいほう・個展、大阪心斎橋大丸・個展、鶴岡市致道博物館・個展
- 1995年（平成7年） - 大阪難波高島屋・個展、渋谷東急本店・個展
- 1997年（平成9年） - 日本橋三越本店・個展、渋谷東急本店・個展
- 1998年（平成10年） - 札幌三越・個展、大阪三越・個展
- 2000年（平成12年） - 日本橋三越本店・個展、大阪心斎橋大丸・個展、京都四条烏丸大丸・個展
- 2002年（平成14年） - 仙台藤崎・個展、名古屋三越・個展、鶴岡市致道博物館・個展
- 2004年（平成16年） - 横浜高島屋・個展、仙台三越・個展、盛岡ギャラリーカワトク・遠藤幹彦と二人展
- 2006年（平成18年） - 銀座ギャラリーせいほう・個展、広島天満屋八丁堀店・個展

## 出版物
- 1993年（平成5年） - 『加藤豊彫刻展 郷土が生んだ俊英』 致道博物館
- 2003年（平成15年） - 『加藤豊彫刻作品 西宮正明写真集』 光村推古書院 ISBN 4-8381-9921-X